# Schwan (Wappentier)
Der Schwan ist in der Heraldik ein häufig genommenes Wappentier.

## Darstellung und Blasonierung
Für diese Wappenfigur stand der Höckerschwan Pate. Durch seinen typisch s-förmig gebogenen Hals, dem sprichwörtlichen Schwanenhals, ist er im Wappen als gemeine Figur leicht erkennbar.
Die Darstellung reicht vom schwimmenden bis zum fliegenden Tier. Wird er schwimmend gezeigt, sind die Flügel leicht flugbereit und die Beine nicht sichtbar. Die auffliegende Form mit weit ausgebreiteten Flügeln ist im Wappen besonders eindrucksvoll und wird im Oberwappen fortgeführt.
Hauptfarbe ist Silber (heraldisch Weiß) oder Schwarz. Schnabel mit Zunge und Beine werden, wie es für die Bewehrung möglich ist, bevorzugt in Rot und Gold (Gelb) gefärbt. Wie bei der Mehrzahl der Wappentiere ist die Hauptblickrichtung nach rechts, aus der Sicht des Schildträgers.
Dem Schwan wird auch eine Krone über den Hals gezogen (halsgekrönt), oder er hält einen Gegenstand im Schnabel (in Hedwigenkoog ist dies ein bekrönter Aal). Wird ihm über den Kopf ein Helm gestülpt, so ist es ein verkappter Schwan. Diese Art der Darstellung stellt im Allgemeinen eine Wappenminderung dar.
Nur der Schwanenkopf, gekrönt oder ungekrönt, mit dem langen Hals, wird ebenfalls gewählt. Bisweilen ist er in der Helmzier zu finden, so in Uissigheim. Auch ein Schwanenfuß im Schildfeld findet sich formatfüllend. Die breiten Schwimmhäute, ein Stück Schenkel und farbig abgesetzte Krallen vervollständigen das Bild.
Ein Schwan mit menschlichen Füßen wird Schwanenmensch genannt. Diese Erscheinung muss in die Schar der fiktiven Tiere eingereiht werden.

## Beispiele
Der Legende nach soll der Reformator Jan Hus bei seiner Verbrennung in Anspielung auf seinen Namen (Hus, tschechisch ‚Gans‘) geweissagt haben: „Heute bratet ihr eine Gans, in hundert Jahren soll euch ein Schwan erstehen“, was auf Martin Luther gedeutet wurde. Der Schwan wurde daher Luthers Attribut. Luther selbst nutzte als Siegel die Lutherrose.

auf dem Grind eines Hirschgestänges stehend (Städteregion Aachen)
in natürlicher Darstellung: (Braunau, CZ)
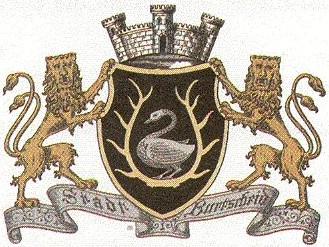
im Wappen des heutigen Aachener Stadtteils Burtscheid
Schwan in Angriffslaune (Deuchelried)
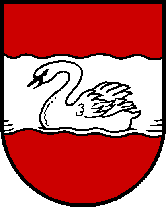
Wellenbalken in Rot, darin ein schwarzer schwimmender Schwan (Dimbach/Oberösterreich)
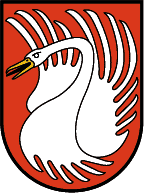
Schwan in Kampfstellung mit erhobenen Flügeln (Lochau/Vorarlberg)
Schwanenpaar: (Fredensborg Kommune, DK)
Blau (Gronau in Westfalen)
Schwan im Helmkleinod (Hanau)
mit Aal (Hedwigenkoog)
In blau ein schreitender goldener Schwan mit erhobenen Flügeln und roter Bewehrung (Kiebitzreihe)
In schwarz (Grevenkop), siehe auch hier
Schwan harmoniert mit Wellen (Maringues, F)
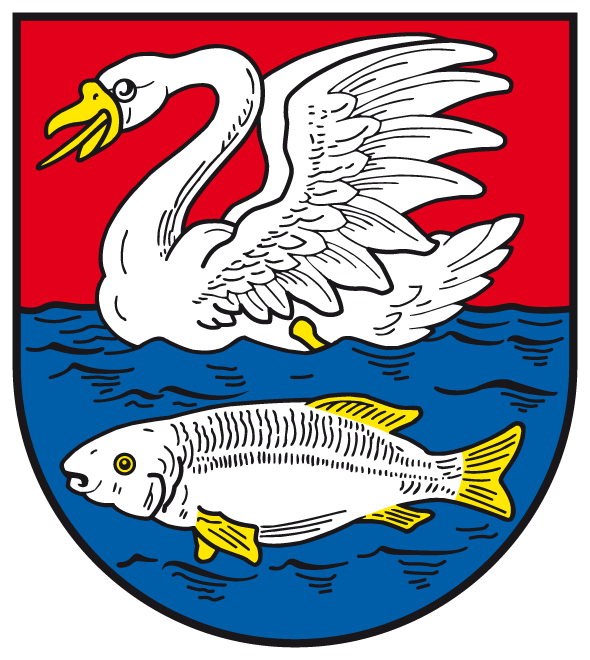
schwimmend (Nachterstedt)
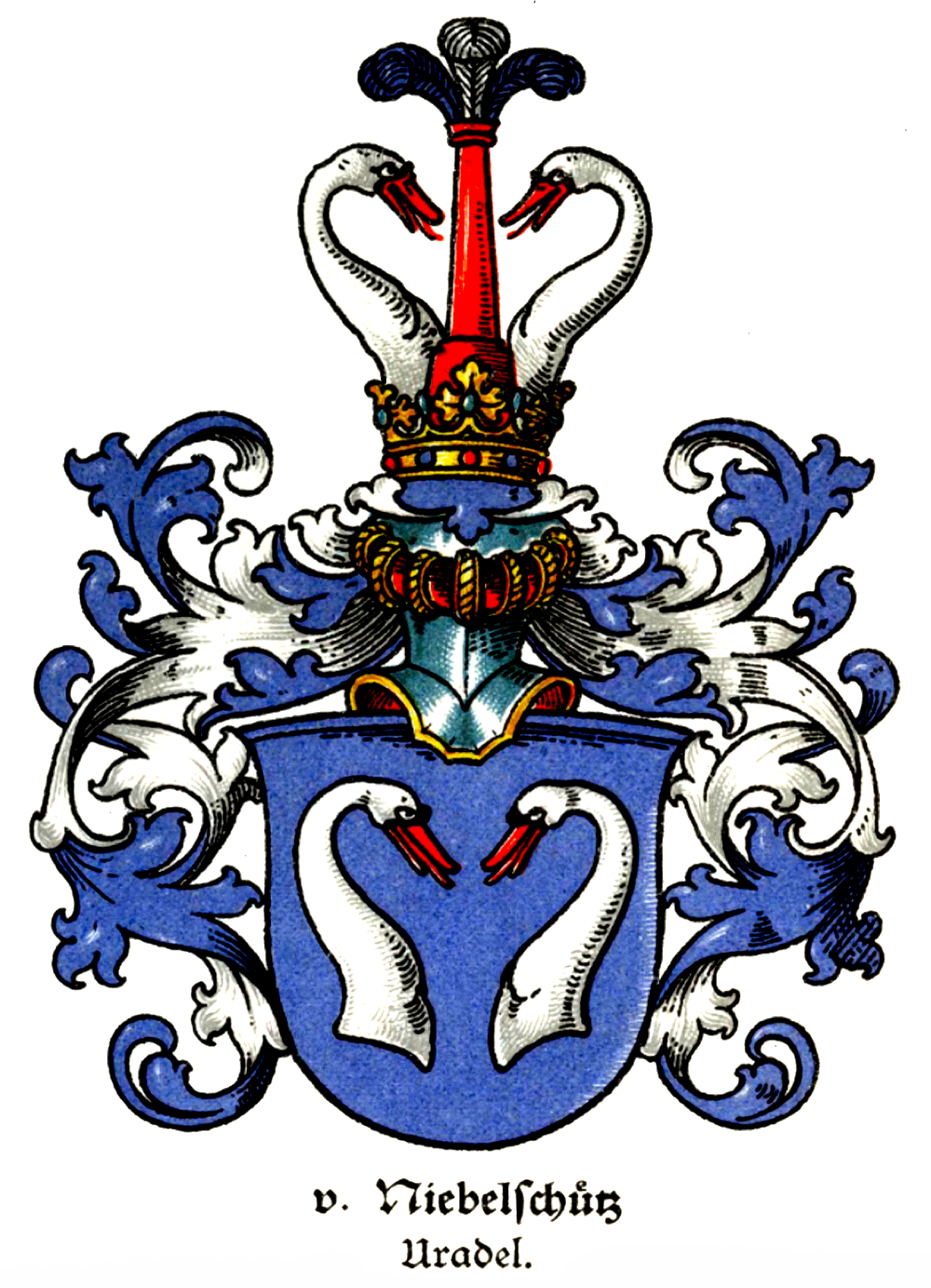
Wappen des Adelsgeschlechts Niebelschütz, Niederschlesien und Oberlausitz
wachsend an der Teilung (Main-Kinzig-Kreis)
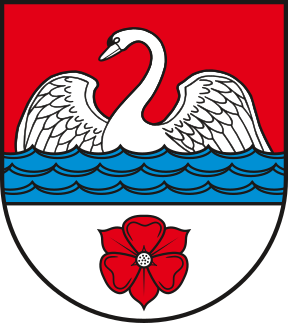
schwimmend über einer roten Rose (Ortsteil Angern)
Zwei Schwäne: (Mattstetten, CH)
In Rot ein links gewendeter Schwan (Rödelsee)
halsgekrönt (Schwaan)
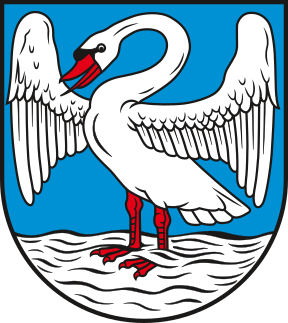
aufrecht stehend, mit ausgebreiteten Flügeln (Schwanebeck)
(Schwanewede)
schreitend mit Schnabel und Füssen in Gold (Toffen, CH)
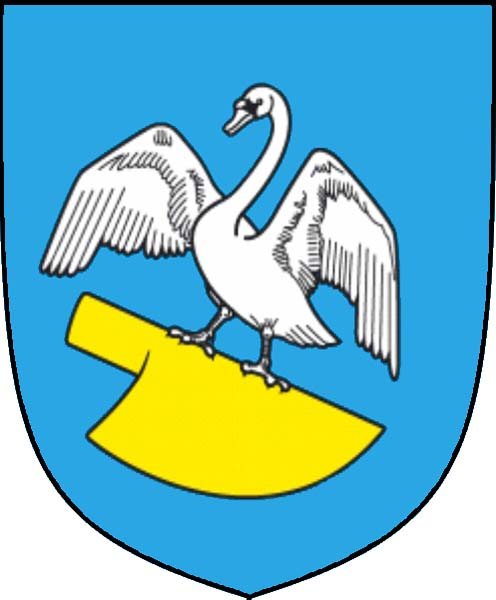
auf einer goldenen Pflugschar (Alt Erbersdorf, CZ)
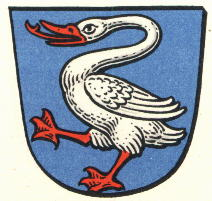
Bensheim-Schwanheim
Schwimmend (stilisierte Form, sprechend: Schwenningen am Neckar, DE)
gekrönter Schwanenhals (Teublitz)
die Farbregel verletzend (silber-auf-silber), sprechend: Unterschwaningen
mit brandenburgischem Adler (Prenzlau)
Schwanenhals aus Krone wachsend (Rüte, CH)
Rot (Wettringen/Münsterland)
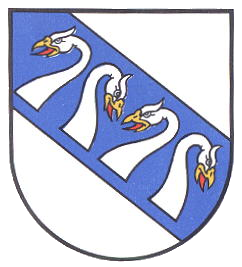
Schwanenhälse:(Wolfsburg-Sülfeld)
(Zwingenberg am Neckar)
Schwan als Schildhalter: Provinz Limburg (Belgien)
oder in Canberra (Australien, ein schwarzer rotgeschnäbelter Trauerschwan und ein gelbgeschnäbelter weißer Schwan)
Zijpe (Noord-Holland) – bekrönter Hals, steigender Löwe als Schildhalter

Logos
(Schwenninger Wild Wings)
(Universität Complutense de Madrid)